# Andrea Boattini
| 6876 Beppeforti        | 5 settembre 1994  |
| 7141 Bettarini         | 12 marzo 1994     |
| 7196 Baroni            | 16 gennaio 1994   |
| 7197 Pieroangela       | 16 gennaio 1994   |
| 7198 Montelupo         | 16 gennaio 1994   |
| 7481 San Marcello      | 11 agosto 1994    |
| 7499 L'Aquila          | 24 luglio 1996    |
| 7599 Munari            | 3 agosto 1994     |
| 7787 Annalaura         | 23 novembre 1994  |
| 7801 Goretti           | 12 aprile 1996    |
| 7957 Antonella         | 17 gennaio 1994   |
| 8558 Hack              | 1º agosto 1995    |
| 9670 Magni             | 10 luglio 1997    |
| 9904 Mauratombelli     | 29 luglio 1997    |
| 10149 Cavagna          | 3 agosto 1994     |
| 10219 Penco            | 25 ottobre 1997   |
| 10371 Gigli            | 27 febbraio 1995  |
| 10584 Ferrini          | 14 aprile 1996    |
| 10589 Giusimicela      | 23 luglio 1996    |
| 10590 Ragazzoni        | 24 luglio 1996    |
| 10642 Charmaine        | 19 gennaio 1999   |
| 11595 Monsummano       | 23 maggio 1995    |
| 11605 Ranfagni         | 19 ottobre 1995   |
| 11620 Susanagordon     | 23 luglio 1996    |
| 11622 Samuele          | 9 settembre 1996  |
| 11667 Testa            | 19 ottobre 1997   |
| 12399 Bartolini        | 19 luglio 1995    |
| 12848 Agostino         | 10 luglio 1997    |
| 12928 Nicolapozio      | 30 settembre 1999 |
| 13150 Paolotesi        | 23 marzo 1995     |
| 13250 Danieladucato    | 19 luglio 1998    |
| 13798 Cecchini         | 15 novembre 1998  |
| 14186 Virgiliofos      | 7 dicembre 1998   |
| 14568 Zanotta          | 19 luglio 1998    |
| 14919 Robertohaver     | 6 agosto 1994     |
| 14973 Rossirosina      | 1º settembre 1997 |
| 15041 Paperetti        | 8 dicembre 1998   |
| 15460 Manca            | 25 dicembre 1998  |
| 15817 Lucianotesi      | 28 agosto 1994    |
| 16154 Dabramo          | 1º gennaio 2000   |
| 16672 Bedini           | 17 gennaio 1994   |
| 16797 Wilkerson        | 7 febbraio 1997   |
| 16879 Campai           | 24 gennaio 1998   |
| 17056 Boschetti        | 6 aprile 1999     |
| 17077 Pampaloni        | 25 aprile 1999    |
| 18431 Stazzema         | 16 gennaio 1994   |
| 18631 Maurogherardini  | 27 febbraio 1998  |
| 19224 Orosei           | 15 settembre 1993 |
| 19528 Delloro          | 4 aprile 1999     |
| 21269 Bechini          | 6 giugno 1996     |
| 21291 Mercalli         | 12 novembre 1996  |
| 21337 Sansepolcro      | 17 gennaio 1997   |
| 22451 Tymothycoons     | 13 novembre 1996  |
| 22752 Sabrinamasiero   | 15 novembre 1998  |
| 24818 Menichelli       | 23 novembre 1994  |
| 24969 Lucafini         | 13 febbraio 1998  |
| 25301 Ambrofogar       | 7 dicembre 1998   |
| 25602 Ucaronia         | 2 gennaio 2000    |
| 26177 Fabiodolfi       | 12 aprile 1996    |
| 26356 Aventini         | 26 dicembre 1998  |
| 26498 Dinotina         | 4 febbraio 2000   |
| 26499 Robertazabotti   | 4 febbraio 2000   |
| 26954 Skadiang         | 25 giugno 1997    |
| 27130 Dipaola          | 8 dicembre 1998   |
| 27269 Albinocarbognani | 3 gennaio 2000    |
| 27977 Distratis        | 25 ottobre 1997   |
| 27983 Bernardi         | 26 ottobre 1997   |
| 29353 Manu             | 19 luglio 1995    |
| 29549 Sandrasbaragli   | 25 gennaio 1998   |
| 29672 Salvo            | 12 dicembre 1998  |
| 29705 Cialucy          | 26 dicembre 1998  |
| 29706 Simonetta        | 25 dicembre 1998  |
| 29869 Chiarabarbara    | 4 aprile 1999     |
| 30585 Firenze          | 14 agosto 2001    |
| 31414 Rotarysusa       | 14 gennaio 1999   |
| 31458 Delrosso         | 15 febbraio 1999  |
| 31605 Braschi          | 10 aprile 1999    |
| 32938 Ivanopaci        | 15 ottobre 1995   |
| 33031 Paolofini        | 1º settembre 1997 |
| 33054 Eduardorossi     | 26 ottobre 1997   |
| 33532 Gabriellacoli    | 18 aprile 1999    |
| 34696 Risoldi          | 21 luglio 2001    |
| 34716 Guzzo            | 14 agosto 2001    |
| 34717 Mirkovilli       | 14 agosto 2001    |
| 34718 Cantagalli       | 14 agosto 2001    |
| 35461 Mazzucato        | 26 febbraio 1998  |
| 36446 Cinodapistoia    | 22 agosto 2000    |
| 37313 Paolocampaner    | 16 agosto 2001    |
| 38020 Hannadam         | 17 giugno 1998    |
| 39678 Ammannito        | 12 giugno 1996    |
| 39849 Giampieri        | 13 febbraio 1998  |
| 43193 Secinaro         | 1º gennaio 2000   |
| 43882 Maurivicoli      | 7 marzo 1995      |
| 44715 Paolovezzosi     | 2 ottobre 1999    |
| 46644 Lagia            | 19 luglio 1995    |
| 46720 Pierostroppa     | 13 agosto 1997    |
| 47473 Lorenzopinna     | 1º gennaio 2000   |
| 50275 Marcocasalini    | 4 febbraio 2000   |
| 51874 Alessiosquilloni | 15 agosto 2001    |
| 52426 Ritaalessandro   | 5 agosto 1994     |
| 54967 Millucci         | 15 agosto 2001    |
| 54983 Simone           | 16 agosto 2001    |
| 55196 Marchini         | 11 settembre 2001 |
| 56073 Poggianti        | 26 dicembre 1998  |
| 56361 Marcomontagni    | 4 febbraio 2000   |
| 57076 Mariocambi       | 22 luglio 2001    |
| 57140 Gaddi            | 15 agosto 2001    |
| 59417 Giocasilli       | 5 aprile 1999     |
| 60406 Albertosuci      | 3 febbraio 2000   |
| 65001 Teodorescu       | 9 gennaio 2002    |
| 66000 Duilialoncao     | 20 luglio 1998    |
| 66250 Giovanardi       | 4 aprile 1999     |
| 67070 Rinaldi          | 1º gennaio 2000   |
| 69585 Albertoraugei    | 27 febbraio 1998  |
| 72841 Manolaneri       | 27 aprile 2001    |
| 73885 Kalaymoodley     | 1º marzo 1997     |
| 79810 Giancarlociani   | 15 novembre 1998  |
| 80008 Danielarhodes    | 4 aprile 1999     |
| 82927 Ferrucci         | 25 agosto 2001    |
| 88371 Ilariamazzanti   | 14 agosto 2001    |
| 89734 Orsoperuzzi      | 4 gennaio 2002    |
| 89735 Tommei           | 4 gennaio 2002    |
| 91214 Diclemente       | 23 dicembre 1998  |
| 96217 Gronchi          | 14 settembre 1993 |
| 100726 Marcoiozzi      | 25 gennaio 1998   |
| 101493 Sergiofoparri   | 7 dicembre 1998   |
| 117539 Celletti        | 17 febbraio 2005  |
| 120040 Pagliarini      | 24 gennaio 2003   |
| 121546 Straulino       | 5 novembre 1999   |
| 126161 Piazzano        | 4 gennaio 2002    |
| 145966 Alessandroilari | 30 dicembre 1999  |
| 147693 Piccioni        | 11 febbraio 2005  |
| 148525 Gipieroconsigli | 16 agosto 2001    |
| 154991 Vinciguerra     | 17 gennaio 2005   |
| 158623 Perali          | 24 gennaio 2003   |
| 167852 Maturana        | 17 febbraio 2005  |
| 177659 Paolacel        | 9 febbraio 2005   |
| 190730 Lorenzonesi     | 13 agosto 2001    |
| 194837 Paolomasetti    | 4 gennaio 2002    |
| 214180 Mabaglioni      | 9 febbraio 2005   |
| 297314 Ilterracottaio  | 7 dicembre 1998   |
| 317000 Simonepastore   | 13 agosto 2001    |
| 400162 SAIT            | 14 novembre 2006  |
| 400193 Castión         | 14 dicembre 2006  |

Andrea Boattini (Firenze, 16 settembre 1969) è un astronomo italiano, scopritore di comete e di numerosi asteroidi.
Dopo aver sviluppato un crescente interesse negli asteroidi, si è laureato nel 1996 presso l'Università di Bologna.
Ha lavorato presso l'Istituto di astrofisica spaziale e fisica cosmica (IASF) e l'Istituto Nazionale di Astrofisica (INAF) del Consiglio Nazionale delle Ricerche di Roma. Nel marzo del 2007 ha conseguito il Dottorato di Ricerca in Astronomia presso l'Universita' di Tor Vergata a Roma. Ha fatto parte del team del Catalina Sky Survey a Tucson, in Arizona, tra il 2007 ed il 2014.
Boattini con venticinque comete scoperte o coscoperte è il più grande scopritore italiano di comete, se si eccettuano le comete scoperte dal telescopio orbitante per l'osservazione solare, SOHO. Oltre a queste comete, Boattini è stato uno dei tre membri del Team CINEOS a scoprire l'asteroide 2004 PY42 rivelatosi poi una cometa che è stata denominata 167P/CINEOS. e uno dei due coscopritori, assieme ad Albert D. Grauer, del Damocloide 2009 UG89, rivelatosi anch'esso una cometa, C/2009 UG89 Lemmon. Boattini ha anche scoperto il 25 settembre 2007, in una notte di luna piena, un oggetto apparentemente asteroidale, rivelatosi poi una cometa, C/2007 S2 Lemmon. 
Boattini ha inoltre scoperto circa 650 asteroidi di tipo Near-Earth (NEA), cioè che possono avvicinarsi pericolosamente alla Terra. La grande maggioranza di queste scoperte è avvenuta nel corso del programma Catalina Sky Survey. Tra queste va segnalata la scoperta di (418265) = 2008 EA32, il più grande asteroide conosciuto con orbita completamente interna a quella terrestre. In precedenza, nel 2003, Boattini aveva scoperto 2003 SH215, il NEA con la magnitudine apparente più debole osservato finora (24.0 V), utilizzando uno dei 4 telescopi da 8.2-metri di diametro del VLT a Cerro Paranal, in Cile. Ma il primo NEA scoperto da Boattini, avvenuto insieme a Maura Tombelli, è stato il 15817 Lucianotesi dall'Osservatorio di Pian dei Termini a San Marcello Pistoiese, il 28 agosto 1994.
Tra gli asteroidi da lui scoperti, Boattini ne ha dedicati due ai suoi genitori: 12848 Agostino, in onore di suo padre, e 14973 Rossirosina, in onore di sua madre, Rosina Rossi Boattini.

## Riconoscimenti
Gli è stato dedicato l'asteroide 8925 Boattini scoperto da Ulisse Munari e Maura Tombelli il 4 dicembre 1996.
Nel 2005 ha vinto il premio "Meteorite d'oro - Comune di Secinaro" per la sezione comete.
| Denominazione                   | Data di scoperta  | Fonte          | Note |
| C/2007 W1 Boattini              | 20 novembre 2007  | MPEC 2007-W63  | |
| C/2008 J1 Boattini              | 2 maggio 2008     | MPEC 2008-J17  | |
| P/2008 O3 Boattini              | 29 luglio 2008    | MPEC 2008-P05  | Boattini 1 |
| C/2008 S3 Boattini              | 29 settembre 2008 | MPEC 2008-S96  | |
| 340P/Boattini                   | 1º ottobre 2008   | MPEC 2008-T30  | Boattini 2 |
| 206P/Barnard-Boattini           | 7 ottobre 2008    | MPEC 2008-T89  | cometa originariamente scoperta da Edward Emerson Barnard il 13 ottobre 1892 e precedentemente conosciuta come D/1892 T1 (Barnard) o anche come Barnard 3 |
| 387P/Boattini                   | 22 dicembre 2008  | MPEC 2008-Y53  | Boattini 3 |
| P/2009 B1 Boattini              | 21 gennaio 2009   | MPEC 2009-B46  | Boattini 4 |
| C/2009 P2 Boattini              | 15 agosto 2009    | MPEC 2009-Q14  | |
| 398P/Boattini                   | 26 agosto 2009    | MPEC 2009-Q84  | Boattini 5 |
| C/2009 W2 Boattini              | 21 novembre 2009  | MPEC 2009-W103 | |
| C/2010 F1 Boattini              | 17 marzo 2010     | MPEC 2010-F32  | |
| C/2010 G1 Boattini              | 5 aprile 2010     | MPEC 2010-G27  | |
| C/2010 J1 Boattini              | 6 maggio 2010     | MPEC 2010-J32  | |
| P/2010 U1 Boattini              | 17 ottobre 2010   | MPEC 2010-U18  | Boattini 6 |
| C/2010 U3 Boattini              | 31 ottobre 2010   | MPEC 2010-V55  | |
| P/2011 JB15 Spacewatch-Boattini | 28 maggio 2011    | MPEC 2011-K56  | |
| C/2011 L6 Boattini              | 28 maggio 2011    | MPEC 2011-K56  | |
| P/2011 V1 Boattini              | 22 ottobre 2011   | MPEC 2011-V13  | Boattini 7 |
| P/2011 Y2 Boattini              | 24 dicembre 2011  | MPEC 2011-Y49  | Boattini 8 |
| C/2011 Y3 Boattini              | 25 dicembre 2011  | MPEC 2011-Y50  | Boattini 9 |
| C/2013 F1 Boattini              | 23 marzo 2013     | MPEC 2013-F46  | |
| C/2013 H2 Boattini              | 22 aprile 2013    | MPEC 2013-H45  | |
| C/2013 J5 Boattini              | 13 maggio 2013    | MPEC 2013-K25  | |
| C/2013 V1 Boattini              | 4 novembre 2013   | MPEC 2013-V32  | |